# Llano Verde, Santo Domingo Teojomulco
Llano Verde är en ort i Mexiko.   Den ligger i kommunen Santo Domingo Teojomulco och delstaten Oaxaca, i den sydöstra delen av landet, 400 km sydost om huvudstaden Mexico City. Llano Verde ligger 822 meter över havet och antalet invånare är 135.
Terrängen runt Llano Verde är kuperad söderut, men norrut är den bergig. Runt Llano Verde är det glesbefolkat, med 10 invånare per kvadratkilometer. Närmaste större samhälle är El Arador, 19,6 km öster om Llano Verde. I omgivningarna runt Llano Verde växer huvudsakligen savannskog.